# Walter Henry Medhurst
Walter Henry Medhurst (29 de abril de 1796 – 24 de janeiro de 1857), foi um missionário congregacionalista inglês na China, nascido em Londres e educado na St Paul's School. Ele foi um dos primeiros tradutores da Bíblia para as edições da língua chinesa.

## Início de Vida
O pai de Medhurst era um estalajadeiro em Ross-on-Wye, Herefordshire. Quando jovem, Medhurst estudou no Hackney College com George Collison e trabalhou como impressor e compositor no Gloucester Herald e na Sociedade Missionária de Londres. Ele se interessou por missões cristãs e o LMS o escolheu para se tornar um impressor missionário na China. Ele navegou em 1816 para se juntar à estação deles em Malaca, que deveria ser um grande centro de impressão. No caminho, ele visitou Madras, onde, em pouco menos de três meses, conheceu a Sra. Elizabeth Braune, (1794-1874), casando-se com ela no dia anterior ao embarque para Malaca.

## Malaca e Xangai
Tendo chegado a Malaca, Medhurst aprendeu malaio e estudou chinês, caracteres chineses e o grupo Hokkien das variantes Min Nan do chinês, que é amplamente falado no sudeste da Ásia. Ele foi ordenado lá por William Charles Milne em 27 de abril de 1819.
Medhurst serviu como missionário em Penang em 1820, e depois em Batavia (atual Jacarta), capital das Índias Orientais Holandesas em 1822. Seu filho Walter Henry nasceu naquele ano e em 1828 era sua filha Eliza Mary, que se casou com o magistrado-chefe de Hong Kong, Charles Batten Hillier em 1846.:183  Sua filha mais nova era Augusta, nascida em 1840.
A igreja atual de Todos os Santos em Jacarta e o Orfanato Parapattan foram iniciados por Medhurst.
Além de compilar seus dicionários chinês-inglês e inglês-chinês, Medhurst foi um tradutor, lexicógrafo e editor prolífico.
Embora Medhurst nunca tenha viajado para o Japão, em 1830 ele publicou Um vocabulário em inglês e japonês, e um vocabulário em japonês e inglês compilado de obras nativas em 344 páginas. Com base em seus estudos de Hokkien, em 1831 Medhurst completou seu A Dictionary of the Hok-këèn Dialect of the Chinese Language, mas a impressão de todas as 862 páginas atingiu o fim apenas em 1837, após ser afetada pelo fim da British East India Company monopólio comercial de 1834 e por falta de fundos.
Na década de 1840, Medhurst colaborou com John Stronach, Elijah Coleman Bridgman e William Charles Milne traduzindo a "Versão dos Delegados" da Bíblia em chinês. Medhurst, Elihu Doty e John Van Nest Talmage desenvolveram a romanização da Igreja Pe̍h-ōe-jī do chinês Min do Sul, que foi amplamente usada por missionários.
Quando a paz foi concluída com a China em 1842, ele se mudou para Xangai, onde fundou a London Missionary Society Press (Chinese) junto com William Muirhead e Dr. William Lockhart. Posteriormente, juntaram-se a eles Joseph Edkins e William Charles Milne. Ele continuou em Xangai até 1856, estabelecendo as bases de uma missão bem-sucedida.
Em 1843, a New York University conferiu a ele o título honorário de DD.

## Versão dos Delegados

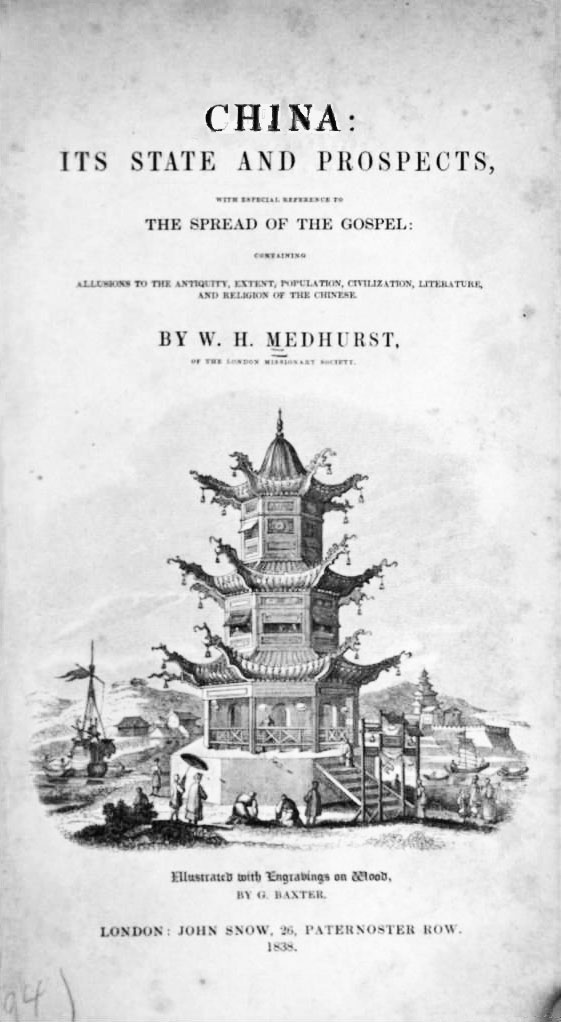
O livro de Medhurst sobre a China inspirou muitos a se tornarem missionários, incluindo Hudson Taylor.

O principal trabalho de Medhurst por vários anos foi liderar o comitê de delegados, que criou a Versão para Delegados da Bíblia. Na década de 1840, um grupo de quatro pessoas (Walter Henry Medhurst, John Stronach, Elijah Coleman Bridgman e William Charles Milne) cooperou para traduzir a Bíblia para o chinês.
A tradução da parte da língua hebraica foi feita principalmente por Gutzlaff da Sociedade Missionária Holandesa, com exceção do Pentateuco e do livro de Josué, que foram feitos pelo grupo coletivamente. A tradução inicial de Gutzlaff, concluída em 1847, é bem conhecida devido à sua adoção pelo líder camponês revolucionário Hong Xiuquan da Rebelião Taiping como algumas das primeiras doutrinas da organização.
A tradução do Novo Testamento foi concluída em 1850 e do Antigo Testamento em 1853, escrita em uma versão do chinês clássico. Com John Stronach e a ajuda de Wang Tao, Medhurst mais tarde traduziu o Novo Testamento para o dialeto mandarim de Nanquim.

## Livros significativos
Medhurst também produziria uma tradução chinesa do Livro de Oração Comum, publicado em Hong Kong em 1855.
Seus dicionários chinês-inglês e inglês-chinês (cada um em 2 vols.) Foram valiosos para a compreensão britânica do ensino de Hong Xiuquan, o líder da Rebelião Taiping (1851-64).

## Morte e memorial

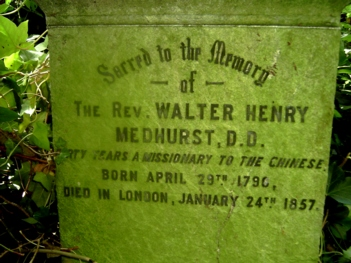
Inscrição para o Dr. Medhurst em Abney Park

Medhurst deixou Xangai em 1856, com a saúde debilitada. Ele morreu dois dias depois de chegar a Londres, em 24 de janeiro de 1857 e foi enterrado no cemitério Abney Park dos Congregacionalistas, onde seu obelisco de pedra branca ainda pode ser visto hoje. Ele deixou um filho, Sir Walter Henry Medhurst (1822-1885), que foi cônsul britânico em Hankow e depois em Xangai.

## Obras
- Medhurst, W. H. (1832). A Dictionary of the Hok-këèn Dialect of the Chinese Language: According to the Reading and Colloquial Idioms: Containing about 12,000 Characters. Macau: East India Press. OCLC 5314739. OL 14003967M
- Medhurst, W. H. (1838). China: its state and prospects, with special reference to the spread of the gospel; containing allusions to the antiquity, extent, population, civilization, literature, and religion of the Chinese. Boston: Crocker & Brewster. OCLC 5314739. OL 13520937M
- Medhurst, W. H. (1848). English and Chinese Dictionary. Shanghae (Shanghai): Mission Press. OCLC 6590623. OL 20458179M